# ماركوس كلينغبرغ
ماركوس كلينغبرغ (بالعبرية: שבתאי קלמנוביץ',) (الروسية: Шабтай Генрихович Калманович) (بالليتوانية:Šabtajus Kalmanovičius)، وهو اليهودي الذي باح في سر دولة إسرائيل بامتلاكها أسلحة كيميائية وقد أبلغ ماركوس تلك الأسرار للاتحاد السوفيتي وحكم عليه بالسجن 20 عامًا.

## حياته
بحسب ما نقلت صحيفة “يديعوت احرونوت” 06/ يوليو/2007.
قال الجاسوس السابق ماركوس كلينغبرغ (89 عاما) الذي يقيم حاليا في فرنسا ان هذا العالم المعروف الحائز على “جائزة إسرائيل” وتوفي قبل بضعة اعوام، كان سلم معلومات إلى موسكو من دون أن يعلم جهاز الأمن الداخلي الإسرائيلي (شين بيت) شيئا عن ذلك.
واشارت الصحيفة إلى كتاب لكلينغبرغ سيصدر قريبا يؤكد فيه انه جند بنفسه هذا العالم. لكنها تحفظت عن كشف اسمه “احتراما لعائلته”.
وكان حكم على ماركوس كلينغبرغ عام 1983 بالسجن 18 عاما مع النفاذ بعد ادانته بتسليم معلومات عن الأسلحة الجرثومية الإسرائيلية فيما كان مساعد رئيس معهد “نيس زيونا” البيولوجي السري قرب تل ابيب.
واعتبرت محكمة إسرائيلية عام 1998 ان الوضع الصحي المتدهور لكلينغبرغ الذي كان بلغ انذاك عامه الثمانين بعدما امضى 15 عاما ونصف عام وراء القضبان، يبرر الإفراج عنه.

## المصدر
- صحيفة عكاظ السعودية بتاريخ 07/ يوليو/2007

## وصلات خارجية
- Medical Letter Writing Action dated June 6, 1997, by Amnesty International(urging Israel for him to be transferred to a less stressful environment or else released)
- IIBR official website نسخة محفوظة 15 نوفمبر 2012 على موقع واي باك مشين.